# I ratti della Sabina
I ratti della Sabina sono stati un gruppo folk rock italiano.

## Storia
I Ratti erano formati da elementi provenienti da alcuni comuni della provincia di Rieti. Nascono nel 1996 da un'idea di Roberto Billi che, prima ancora di cercare i componenti del gruppo, ne inventa il nome derivato dallo storico ratto delle sabine e ne disegna il logo: un ratto stilizzato in un cartello stradale di pericolo.
In seguito Stefano Fiori aderisce al progetto aggiungendo composizioni proprie; i due diventano frontmen del gruppo. Altri membri successivi sono: per la componente folk, Alberto Ricci alla fisarmonica e Alessandro Monzi al violino; per quella rock, Carlo Ferretti alla batteria (e successivamente anche al pianoforte), Valerio Manelfi al basso ed Eugenio Lupi alla chitarra elettrica.
Agli esordi si esibiscono live, anche come musicisti di strada, a Piazza Navona a Roma, al Carnevale liberato di Poggio Mirteto, ai festival come il Ferrara Buskers Festival.
Nel 1998 registrano e autoproducono il primo disco Acqua e terra, che verrà poi rimasterizzato e pubblicato nel 2004. Collabora per la realizzazione Paolo Masci, che successivamente entra in pianta stabile nel gruppo.
Nel 2001 registrano, nella cantina della casa di Roberto Billi, Cantiecontrocantincantina, disco prodotto da UPRfolk, che si calcola abbia venduto più di 5000 copie, soprattutto in provincia di Roma per mezzo di Radio Rock. Tra gli ospiti figurano Raffaello Simeoni e Margherita D'Ubaldo.
Nel 2003 pubblicano Circobirò, loro terzo album, prodotto dalla UPRfolk e distribuito dalla EDEL. Collaboratori nell'album sono Marino Severini dei Gang ne L'uomo che piantava alberi; Stefano "Cisco" Bellotti e Francesco Moneti dei Modena City Ramblers ne Il mercante; Andrea Ra ne Lo scemo del villaggio e di nuovo Raffaello Simeoni e Margherita D'Ubaldo. La grafica dell'album è completata da disegni di Francesco Musante.
Nel 2005 esce A passo lento, quarto disco, sotto la direzione artistica di Alessandro Finazzo della Bandabardò, che inoltre suona chitarra acustica, violoncello, contrabbasso, organo, synth e cori ed è coautore de Il re dei topi. Altri ospiti sono Mimmo Locasciulli e Raffaella Misiti degli Acustimantico; e ancora Raffaello Simeoni.
Nel 2007 pubblicano ...sotto il cielo del tendone, il loro primo album live. Il nuovo lavoro contiene, oltre a sedici brani eseguiti al concerto del 24 marzo 2007 al Villaggio Globale di Roma, tre inediti (Il mio tempo, Ciao e il primo singolo estratto Accorda e canta).
L'8 maggio 2009 è uscito Va tutto bene, sesto lavoro in studio del gruppo, il primo in cui anche altri elementi (oltre a Roberto Billi e Stefano Fiori) scrivono canzoni, di genere maggiormente rock che folk.

Il 5 novembre 2010, a seguito della decisione di Roberto Billi di lasciare il gruppo, i Ratti pubblicano sul proprio sito internet il comunicato:

## Formazione
- Roberto Billi - voce, flauto traverso, tin whistle, armonica a bocca, chitarra acustica
- Stefano Fiori - voce, organetto, chitarra acustica
- Eugenio Lupi - chitarra elettrica
- Valerio Manelfi - basso
- Alessandro Monzi - violino
- Alberto Ricci - fisarmonica
- Carlo Ferretti - batteria, pianoforte
- Paolo Masci - mandolino, banjo, bouzuki, dobro, mandobanjo

## Discografia
- 1998 (2004) - Acqua e terra
- 2001 - Cantiecontrocantincantina
- 2003 - Circobirò
- 2006 - A passo lento
- 2007 - ... sotto il cielo del tendone
- 2009 - Va tutto bene

## Area765
Gli Area765 nascono nel 2011 in seguito allo scioglimento dei Ratti della Sabina da cui prendono l'esperienza storico-artistica dal 1996 al 2010, le loro radici rimangono impresse nel loro nome 0765 infatti è il prefisso telefonico del distretto di Poggio Mirteto, come la loro provenienza, Stefano Fiori dal comune di Poggio Mirteto, Alessandro Monzi da Fara Sabina e Valerio Manelfi da Rieti, Paolo Masci vive e lavora a Roma. Attivi sulla scena musicale underground italiana da alcuni anni hanno 6 album in studio e oltre 700 concerti in un tour sui palchi di tutta Italia, piazze gremite e locali spesso sold out. 
A maggio 2011 c'è stata la presentazione al pubblico del progetto Area765 con un doppio live al Jailbreak di Roma, prima tappa di "Salto Nel Vuoto", il tour 2011 (conclusosi nel dicembre dello stesso anno, durante il quale è stato riproposto il repertorio dei Ratti della Sabina rivisto in chiave rock oltre alla proposizione di alcuni brani inediti).
A maggio 2012 esce Volume Uno, primo album della band, anticipato dal singolo Galleggiare, il cui video viene pubblicato in esclusiva sulla homepage del sito de la Repubblica XL, a cui ha fatto seguito il "Volume uno" Tour 2012.
A gennaio 2013 esce Kant vs Dylan Dog, secondo singolo estratto da Volume uno, che per la promozione del video si avvale della piattaforma Musicreleaser.it (primo gruppo in Italia ad usufruirne). Nei live vivono una buona parte di quei brani che hanno contribuito alla storia e al successo dei Ratti della Sabina: "Chi arriva prima aspetta", "Accorda e canta", "Tra la Luna e la tua Schiena" oltre a "Galleggiare" e "Kant VS Dylan Dog", primi due singoli tratti da Volume Uno.
Il 22 maggio 2014 è uscito Altro da fare, il loro secondo disco, questa volta unplugged, modalità già proposta e accolta con successo durante la lunga tournée 2013: il progetto, oltre a degli inediti, prevede una rivisitazione di brani provenienti da "Volume 1" e anche i maggiori successi della stagione Ratti della Sabina. È stato presentato con un concerto il 24 maggio presso il Circolo degli Artisti di Roma.
Gli Area765 sono: 
- Stefano Fiori: voce, chitarra acustica
- Alessandro Monzi: violino
- Paolo Masci: dobro, bouzouki, chitarra acustica, armonica, cori
- Valerio Manelfi: basso, chitarre, diamonica, ukulele, percussioni, piano, cori